# Портрет Антона Антоновича Скалона
«Портрет Антона Антоновича Скалона» — картина Джорджа Доу и его мастерской из Военной галереи Зимнего дворца.
Картина представляет собой погрудный портрет генерал-майора Антона Антоновича Скалона из состава Военной галереи Зимнего дворца.
К началу Отечественной войны 1812 года генерал-майор Скалон был шефом Иркутского драгунского полка и командовал кавалерийской бригадой в 3-м резервном кавалерийском корпусе. Убит в сражении под Смоленском, его тело было захвачено французами и похоронено с воинскими почестями.
Изображён в генеральском мундире Иркутского драгунского полка, введённом в 1807 году, с генеральскими эполетами образца середины 1820-х годов, которые он из-за своей гибели в 1812 году носить не мог. На шее кресты орденов Св. Владимира 3-й степени и Св. Анны 2-й степени с алмазами; справа на груди крест ордена Св. Георгия 4-го класса и серебряная медаль «В память Отечественной войны 1812 года» на Андреевской ленте (эта медаль изображена ошибочно — Скалон ею награждён не был из-за ранней смерти). С тыльной стороны картины надпись: Skalon. Подпись на раме: А. А. Скалонъ, Генералъ Маiоръ.
7 августа 1820 года Комитетом Главного штаба по аттестации Скалон был включён в список «генералов, заслуживающих быть написанными в галерею» и 10 августа 1821 года император Александр I приказал написать его портрет. 14 июня 1822 года Доу писал в Инспекторский департамент Военного министерства о готовности портрета. Поскольку Скалон погиб в 1812 году, то художник использовал неизвестный современным исследователям портрет-прототип. Гонорар Доу был выплачен 1 июля 1822 года. Готовый портрет был принят в Эрмитаж 7 сентября 1825 года.
В. К. Макаров счёл этот портрет совершенно лишённым сходства с типичными работами Доу. Хранитель британской живописи в Эрмитаже Е. П. Ренне поддержала его мнение.
В 1840-е годы в мастерской И. П. Песоцкого по рисунку И. А. Клюквина с портрета была сделана литография, опубликованная в книге «Император Александр I и его сподвижники» и впоследствии неоднократно репродуцированная. В части тиража была напечатана другая, незначительно отличающаяся в мелких деталях, литография мастерской Песоцкого, сделанная по рисунку Х. Хессе (Гесселя).